# Wissenstransfer
Wissenstransfer bezeichnet den Prozess des Austauschs von Wissen zwischen Individuen oder Gruppen. 
Er beschreibt den Ablauf der Übertragung von Daten von Sender zu Empfänger. Die bekanntesten Modelle des Wissenstransfer stammen aus den wirtschaftswissenschaftlichen Disziplinen und entstammen Untersuchungen und Beobachtungen der Unternehmenskulturen. Aus dieser Perspektiven werden die Daten zunächst vom inhärenten Wissensträger codiert und anschließend vom Empfänger decodiert und über die Zwischenstufe der Information zu tazitem Wissen weiterverarbeitet. Hierbei wird zwischen implizitem Wissen und explizitem Wissen unterschieden, welches übertragen werden kann. Der Prozess kann von vielfältigen Störungen begleitet sein, wie zum Beispiel intellektuelle Aufnahmebarrieren des Empfängers oder organisatorische Hindernisse. Der erfolgreiche Wissenstransfer ist somit der Prozess des Lernens.
Während Wissenstransfer sich auf den spezifischen Prozess des Austauschs von Wissen bezieht, beschreibt Wissensmanagement die „systematische Erfassung, Organisation, Speicherung und Verteilung von Wissen innerhalb einer Organisation“. Wissenstransfer ist somit als Teilbereich des Wissensmanagements anzusehen.

## Definition
Die funktionalen Definitionen von Wissenstransfer beschreiben die „Bedeutung der Übertragung für Verbreitung und Erhalt von Wissen“. Regeln und Normen des Wissenstransfers sollen gewährleisten, dass Wissen zwischen Personen, aber auch über Generationen hinweg gesichert und weitergegeben wird. Die normativen Definitionen hingegen betonen die Bedeutung des Wissenstransfers für die persönliche Befriedigung menschlicher Grundbedürfnisse. Ihr zugrunde liegen aufklärerische Vorstellungen der Selbstermächtigung des Individuums und der Erweiterung der eigenen Grenzen.
Wissenstransfer wird grundsätzlich als Identifikation, Transfer und Integration von Wissen zwischen unterschiedlichen Personen und/oder Organisationen verstanden.
Der Prozess des Wissenstransfers durchläuft unabhängig vom Umfang des Wissens immer die Phasen Initiierung, Wissensfluss und Integration. Die Initiierung beschreibt dabei den Beginn des Prozesses beim Sender des Wissens. In der Wissensflussphase findet die tatsächliche Transaktion des Wissens statt. Die anschließende Integration beschreibt den Prozess der Überprüfung oder Falsifizierung. Auch die Anwendung des erworbenen Wissens zählt hierzu. Die Wissensspirale nach Nonaka beschreibt diesen Prozess aus abstrakter Sicht. Der Wissenstransfer kennzeichnet den höchstmöglichen Übertragungsprozess zwischen Individuen, Gruppen, Gesellschaften und steht semantisch über dem rein numerischen Datentransfer und dem Informationstransfer.
Der hermeneutische Zirkel ist eine wissenschaftliche Arbeits- und Lehrmethode, die durch schrittweises und gestuftes Vorgehen (Anfänger, Fortgeschritten, Profi) des Senders implizites Wissen beim Empfänger aufbaut und dauerhaft verankert (z. B. ein gestaffeltes Kursprogramm). Auf der neuronalen Ebene werden damit beim Transferempfänger im Gehirn neue neuronale Synapsen hergestellt und das Wissen „geteilt“. Wissen wächst bei Transferprozessen folglich als Ressource aus sich heraus immer weiter an.
Folgende Ebenen des Wissenstransfers können unterschieden werden:
- interpersoneller Wissenstransfer (z. B. Lehrer-Schüler)
- gruppenbasierter Wissenstransfer (z. B. Familie)
- intraorganisationaler Wissenstransfer (z. B. Firma)
- interorganisationaler Wissenstransfer (z. B. Joint Venture)
- Akkulturation     (z. B. Krieg: Siegermacht und Verlierergesellschaft)

Andere Modelle unterschieden nur zwischen dem Wissenstransfer zwischen Personen und Personen und Organisationen. Diesen Ansätzen liegt die Annahme zugrunde, dass Wissenstransfer als sozialer Prozess immer zwischen Individuen stattfindet – diese können jedoch in Organisationen angesiedelt sein.
Nicht zuletzt prägt die Wahl der jeweiligen Textsorte auch die Art und Weise sowie unter Umständen gar den Erfolg eines spezifischen Informationstransfers (Medienadäquatheit).

## Wissenstransfer und Wissenschaft
Wissenstransfer wird als eine der Kernaufgaben der Hochschulen und der Wissenschaft verstanden („Third Mission“). Das Verständnis der Arbeit an der Schnittstelle zwischen der Wissenschaft und Wirtschaft hat sich im Laufe der Zeit gewandelt:
1. Wissenstransfer wird in einem älteren Sinn verstanden als die Aufgabe einer Schnittstelle zwischen Wissenschaft und Wirtschaft. Diese Schnittstellen sollen vermitteln zwischen den wissenschaftlichen Institutionen, z. B. Hochschulen, und Unternehmen, die mit diesen kooperieren möchten. Der Erstkontakt kann durch beide Seiten zustande kommen: Anfragen aus der Wirtschaft werden zielgerichtet an Wissenschaftler herangetragen, um dann gemeinsam eine Problemlösung zu erarbeiten, oder es werden umgekehrt Forschungsergebnisse in Unternehmen transferiert.
2. Wissenstransfer in einem neueren Sinn umfasst viel mehr Beziehungen als zwischen Wissenschaft und Wirtschaft. Im Grunde geht es um jegliche Form von Experten-Laien-Kommunikation (Beispiele sind: Arzt – Patient, Lehrer – Schüler, Wissenschaftler des einen Faches – Wissenschaftler des anderen Faches, Unternehmen – Kunden). Der Wissenstransfer kann dabei durchaus von beiden Seiten – also sowohl dem Experten als auch dem Laien – ausgehen. Insbesondere Unternehmen wenden Wissenstransfermethoden und -ansätze an,[7] wie z. B. die sogenannte Wissensstafette, um die Herausforderungen der Globalisierung und des demografischen Wandels[8] zu bewältigen.[9]

Im zweiten, jüngeren Sinn sind Wissenstransfer und seine Bedingungen Gegenstand der Transferwissenschaft. Ihr ist eine Reihe von Kolloquien gewidmet, die von Gerd Antos (Halle) und Sigurd Wichter (Göttingen) seit 1999 abwechselnd durchgeführt wurden.

## Untersuchungen zum Wissenstransfer
Kanning und Kollegen unterscheiden drei verschiedene Strategien zur Untersuchung des Wissenschafts-Praxis-Transfers:
- Input-Analysen: Diese untersuchen den Praxisbezug wissenschaftlicher Veröffentlichungen anhand von inhaltlichen Kriterien wie Praxisnähe der Fragestellung oder explizite Praxisempfehlungen.
- Prozess-Analysen: Hier wird betrachtet, inwieweit Berufspraktiker Erkenntnisse der Wissenschaft wahrnehmen, z. B. indem man fragt, welche wissenschaftlichen Publikationen von diesen rezipiert werden.
- Output-Analysen: Hierbei wird untersucht, inwieweit wissenschaftliche Erkenntnisse Anwendung finden, indem z. B. die Verbreitung wissenschaftlich geprüfter Methoden und Verfahren in der Praxis erfasst wird.

Mynarek et al. haben begünstigende Faktoren für einen erfolgreichen Wissenstransfer identifiziert. Zu ihnen zählen:
- individuelle Faktoren, wie z. B. das Alter, die Zielorientierung, die Flexibilität der Mitarbeitenden, das psychologische Kapital, die psychische Sicherheit, Vielfältigkeit der Projektmitgliedschaften oder die Motivation.
- gruppenbasierte Faktoren, wie z. B. die Wahrnehmung der Teammitglieder (Glaubwürdigkeit), Altersvielfalt, Teamstabilität, der soziale Status innerhalb der Gruppe oder das Zugehörigkeitsgefühl.
- organisationale Faktoren, wie z. B. organisationale Lernfähigkeit, die Person-Organisations-Passung, die Person-Job-Passung oder Prozesse des Wissensmanagements.
- Rahmenbedingungen, wie z. B. die räumliche Nähe zwischen Individuen.